# Кідиш (Учалинський район)
Кіди́ш (рос. Кидыш, башк. Ҡыйҙыш) — присілок у складі Учалинського району Башкортостану, Росія. Входить до складу Ахуновської сільської ради.
Населення — 119 осіб (2010; 149 в 2002).
Національний склад:
- татари — 57%
- башкири — 35%